# Дельвиг, Анатолий Александрович

Александр Антонович Дельвиг, отец Анатолия А. Дельвига

Барон Анатолий Александрович Дельвиг (1875—1936)   —  статский советник, управляющий Тульской казённой палатой, племянник известного русского поэта Антона Антоновича Дельвига, лицейского товарища и друга А. С. Пушкина, писатель-мемуарист, автор книги "Записки барона Анатолия Александровича Дельвига" (Москва, Викмо-М, 2016).

## Биография
Родился 2 ноября 1875 года в селе Осиновая Гора Тульского уезда Тульской губернии. Был десятым ребёнком в семье барона Александра Антоновича Дельвига и баронессы Хионии Александровны Дельвиг (урожд. Чапкиной). Сопричислен к роду отца определением Тульского дворянского депутатского собрания от 15 января 1878 года. Крещён в том же селе Осиновая Гора, восприемниками при крещении были коллежский регистратор князь Леонид Дмитриевич Оболенский и сельца Хитрово баронесса Глафира Антоновна Дельвиг, тётка Анатолия Александровича. Окончил историко-филологический факультет Императорского Московского университета с дипломом 1-й степени. В 1900 году женился на Ольге Петровне Карповой из сельца Чаплыгино, Колотовка тож, в браке родились дети: Ольга (1904), Нина (1906), Алексей (1908) и Галина (1913). 
В «Формулярном списке о службе Начальника 2-го Отделения Нижегородской Казённой Палаты, Коллежского Асессора Анатолия Александровича барона Дельвиг» за 1904 год написано, что «За отлично усердную службу и особые труды Всемилостивейше пожалован Св. Анны 3-й степени". В 1913 году он коллежский советник, в 1915 — статский советник. Служил в Нижегородской, затем в Тульской казённой палате (с 1916 года —  её управляющий), в 1914—16 годы — ревизор в Департаменте окладных сборов Министерства финансов. После революции 1917 года — служащий Губернского финансового отдела, Тульского губернского союза кооперативных объединений, секретарь Президиума Тульского губернского совнархоза; с 1922 года служил в Тульском отделении Госбанка, с 1924 — заместитель председателя Тульской губернской плановой комиссии (Тулгубплана).

Анатолий Александрович Дельвиг и Ольга Петровна Карпова с детьми: Алексеем, Ольгой, Ниной и Галиной (сидит); справа - Мария Павловна Полоскова; первая половина 1920-х гг.

1 ноября 1919 года Анатолий Александрович вместе с братом Александром был арестован по обвинению «в принадлежности к кадетской партии», и 3 ноября был приговорён к заключению в концлагерь до окончания Гражданской войны. О его освобождении «на поруки за круговой ответственностью всех служащих» ходатайствовали служащие Тульского губернского союза кооперативных объединений. Под письмом стоят 72 вполне разборчивые подписи. В администрации лагеря вняли просьбам Тулгубсоюза, в результате чего появилось на свет удостоверение № 2971 от 7 декабря 1919, в котором значилось, что заключённый концлагеря принудительных работ при Тульском Совете Дельвиг Анатолий Александрович может быть «командирован» из концлагеря «для несения неответственной работы в Губсоюзе», без права подписи бумаг; по окончании работ должен был ежедневно возвращаться в лагерь. Освобождён в январе 1920 года. 
В дальнейшем Анатолий Александрович работал секретарём Президиума Тульского губернского совнархоза, с 1922 года — в Тульском отделении Госбанка, с 1924 — заместителем председателя Тульской губернской плановой комиссии. Последние годы жизни провёл в семье своего сына, умер в Москве в 1936 году. Похоронен на Ваганьковском кладбище рядом с сестрой Надеждой Александровной; могила не сохранилась, так как во время Великой Отечественной войны в неё попала бомба.

## Основные этапы жизни

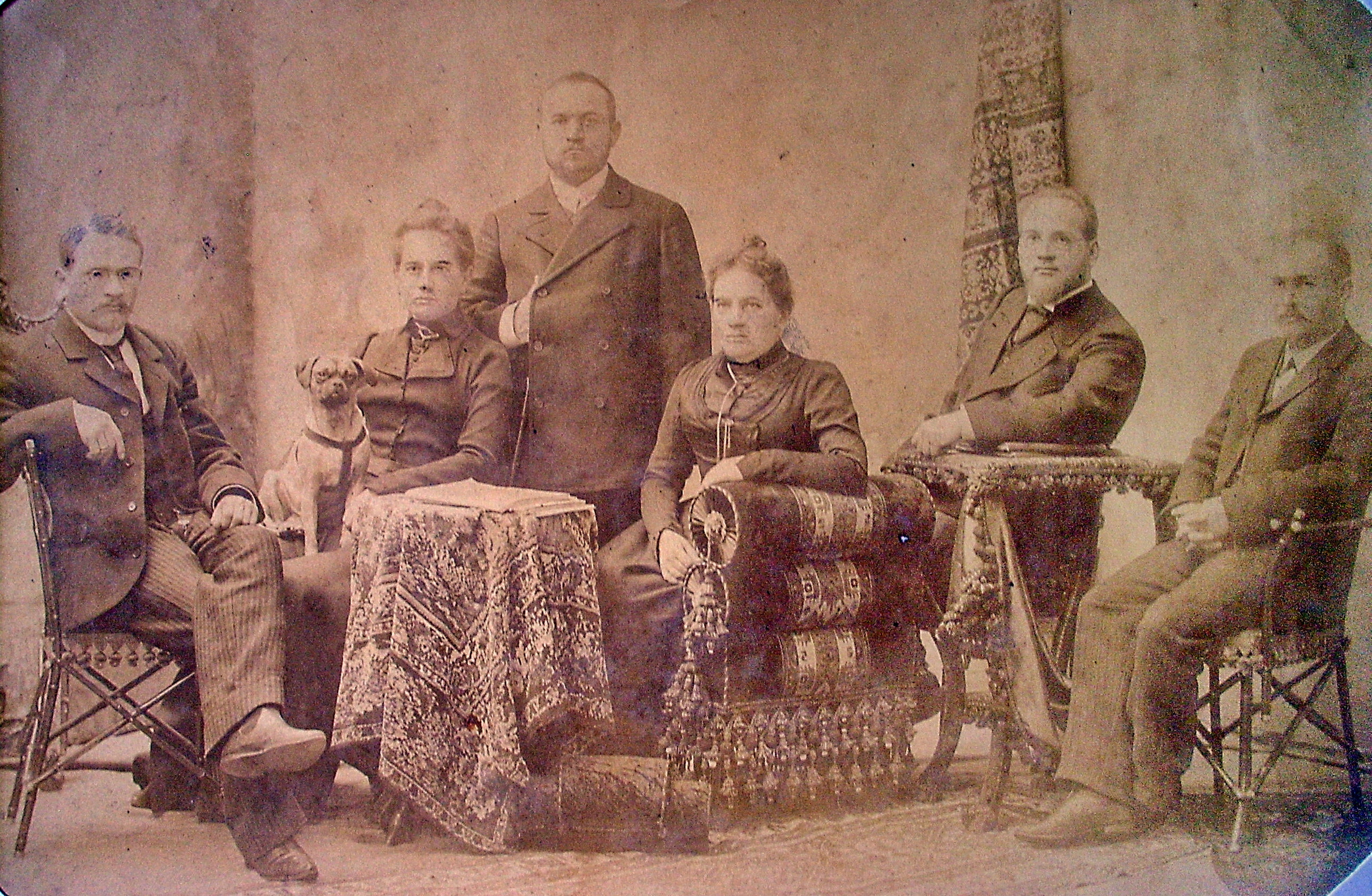
Дети Александра Антоновича Дельвига: Анатолий, Надежда, Антон, Роса, Андрей и Александр (начало 1910-х гг.)

1875. – Родился в Тульской губернии в семье потомственных дворян. Отец, барон Александр Антонович Дельвиг (1818-1882). Мать – Хиония Александровна, урожд. Чапкина (1840-1903). Рождение 10 детей, из которых выжили ещё сыновья Антон (1861-1918), Александр (1870-1928) и Андрей (1872-1934), дочери Росса (1859-1928) и Надежда (1863-1933).
1885. – Поступление в первый класс гимназии. Получение блестящего образования. Семья Карповых, Оболенских, Чапкиных.
1893. – Окончание гимназии и поступление на историко-филологический факультет Императорского Московского университета. Преподаватели: проф. Елеонский, В. Герье, П. Виноградов.
1896, ноябрь. – Студенческие волнения.
1897, 6 июня. – Окончание университета с дипломом 1-й степени.
1898, 22 сентября. – Чиновник в Тульской казённой палате.
1898, 21 декабря. – Утверждён в чине коллежского секретаря.
1899, январь. – Служба в Нижегородской казённой палате.
1899, июль – май 1903. – Помощник податного инспектора в г. Лукоянове.
1900, конец января. – Женитьба на Ольге Петровне Карповой.
1903–1904. – Начальник 2-го Отделения Нижегородской казённой палаты.

Дело Тульской ГубЧК по обвинению Анатолия Александровича и Александра Александровича Дельвигов в принадлежности к кадетской партии.

1904, 28 марта. – Награждён Орденом Св. Анны 3-й степени за «усердную службу».
1904, 26 мая. – Рождение дочери Ольги (1904-1986).
1905, май. – Переезд с семьёй в Тулу и служба в Тульской казённой палате.
1906, 2 апреля. – Рождение дочери Нины (1906-1976).
1908, 6 мая. – Рождение сына Алексея (1908-1950). Забастовки, народное недовольство.
1913, август – июнь 1916. – служба в Департаменте окладных сборов Министерства финансов в Петербурге в качестве ревизора по податной части.
1913. – Рождение дочери Галины (1913-2003).
1915, июнь. – Поездка в Балкарию, Грузию в качестве ревизора Министерства финансов
1916, ноябрь. – Переезд в Тулу. Управляющий Тульской казённой палаты. Ухудшение жизни, перебои с продовольствием.
1917. – Вступление в Партию Народной Свободы (партию кадетов) "по необходимости", так как «пришлось решать вопрос о своей политической физиономии». Голод, развал школ, в которых учились дети.

Постановление об аресте Анатолия и Александра Александровичей Дельвигов от 31 октября 1919 года

1918. – Работа в губернском финансовом отделе.
1919. – Переход на работу в губсоюз потребительских обществ.
1919, октябрь. – Первый арест и освобождение через неделю. 
1919, в ночь на 1 ноября. – Повторный арест Тульской ГубЧК вместе с братом Александром за принадлежность к кадетской партии.

Документ от 5 октября 1917 в Центральный комитет Партии Народной Свободы

1919, 3 ноября. -  Приговорён президиумом Тульской ГубЧК по делу 1636 к заключению «в концентрационный лагерь до окончания гражданской войны». Заключённый концлагеря принудительных работ при Тульском Совете.

Постановление Тульской ГубЧК от 3 ноября 1919 г. о заключении Анатолия и Александра Дельвигов в концентрационный лагерь

1919, начало декабря. – Коопотдел Наркомпрода просит сообщить о причинах ареста А. А. Дельвига и скорейшем рассмотрении дела. Ходатайство служащих Тульского губернского союза коопобъединений (72 подписи) об освобождении «на поруки за круговой ответственностью всех служащих». Сокамерники: Н. А. Руднев, М. В. Голицын, В. С. Трубецкой.
1919, конец декабря. – Лагерный лазарет. Отказ коменданта Бухмана назначить А.А. делопроизводителем подотдела снабжения «за отсутствием кандидатов». Лечение в Ваныкинской больнице г. Тулы.
1920, середина января. – Освобождение из заключения, потому что Белая армия отступила на юг. Объявление о взятии в заложники, если белогвардейцы вернутся. Секретарь президиума губсовнархоза. Командировка в Западную Сибирь. НЭП.
1922. – Работа в Тульском отделении Госбанка.
1924. – Заместитель председателя Тульской губернской плановой комиссии.
Конец 1920-х г. – Переезд с семьёй в Москву.
1936, 29 апреля. – Арест дочери А.А., Нины Анатольевны Дельвиг, как «участницы контрреволюционной организации» (по доносу сослуживца).
1936, 3 августа. – Нина Анатольевна Дельвиг приговорена к 5 годам ИТЛ и отправлена в Воркутлаг.
1936. – Скончался Анатолий Александрович Дельвиг.
1941, 29 апреля. – Н.А. Дельвиг освобождена из лагеря. Продолжение отбывания наказания в колонии-поселении.